# G.728
G.728, auch LD-CELP, bezeichnet einen von der ITU-T beschriebenen Codec zur Komprimierung von Sprache für die Anwendung im Telefoniebereich und IP-Telefonie. Die Besonderheit von G.728 ist seine extrem geringe Latenz von fünf Abtastwerten. Bei einer Abtastrate von 8 kHz entspricht dies einem zeitlichen Versatz von 0,625 ms. Der Algorithmus wird daher auch als LD-CELP, für Low Delay Code Excited Linear Prediction, bezeichnet und basiert auf dem CELP-Kompressionsverfahren.
Zur Kompression im Encoder wird das PCM-Sprachsignal mit 64 kbit/s in einen seriellen Bitstrom mit 16 kbit/s umgewandelt. Der Decoder erzeugt aus dem codierten Datenstrom wieder ein PCM-Sprachsignal. Der Kompressionsfaktor von vier ist im Verfahren fix vorgegeben. Das PCM-Sprachsignal kann, wie im Telefoniebereich üblich, mit nichtlinearer Abtastkennlinie nach den Verfahren μ-law oder A-law vorliegen.
Die lineare Vorhersage als Basisfunktion wird durch ein LPC-Filter 50. Ordnung erreicht. Für die Implementierung des gesamten Verfahrens, welches in Gleitkommaarithmetik oder Festkommaarithmetik zur Verfügung steht, ist ein digitaler Signalprozessor mit einer Rechenleistung von rund 30 MIPS pro Kanal notwendig.